# 瓦尔西
瓦尔西（法語：Warsy）是法国皮卡第大区索姆省的一个市镇，属于蒙迪迪耶区蒙迪迪耶县。该市镇2009年时的人口为143人。

## 人口
瓦尔西人口变化图示
| 数据来源：INSEE |